# Wildwood, Victoria
Wildwood är en del av en befolkad plats i Australien. Den ligger i regionen Hume och delstaten Victoria, omkring 31 kilometer nordväst om delstatshuvudstaden Melbourne. Antalet invånare är 546.
Runt Wildwood är det ganska tätbefolkat, med 134 invånare per kvadratkilometer.. Närmaste större samhälle är Sunbury, nära Wildwood. 
Trakten runt Wildwood består till största delen av jordbruksmark. Genomsnittlig årsnederbörd är 971 millimeter. Den regnigaste månaden är juni, med i genomsnitt 115 mm nederbörd, och den torraste är januari, med 34 mm nederbörd.